# فالنتين فيولا
فالنتين فيولا (بالإسبانية: Valentín Viola)‏ هو لاعب كرة قدم أرجنتيني في مركزي الهجوم، ولد في 28 أغسطس 1991 في Perito Moreno, Santa Cruz ‏ في الأرجنتين. شارك مع منتخب الأرجنتين تحت 20 سنة لكرة القدم. أما مع النوادي، فقد لعب مع أبولون ليماسول وإنديبندينتي ميديلين وسبورتينغ لشبونة ب وسبورتينغ لشبونة ونادي راسينغ ونادي كارديمير كارابوك سبور.

## وصلات خارجية
- فالنتين فيولا على موقع اتحاد تركيا (لاعب) (الإنجليزية)
- فالنتين فيولا على موقع إي إس بي إن إف سي (الإنجليزية)
- فالنتين فيولا على موقع قاعدة بيانات كرة القدم.إي يو (الإنجليزية)
- فالنتين فيولا على موقع Soccerway.com (الإنجليزية)
- فالنتين فيولا على موقع عالم كرة القدم.نت (الإنجليزية)
- فالنتين فيولا على موقع AS.com (الإسبانية)